# リガブエイノ
リガブエイノ（学名 Ligabueino 「リガブエ（人名）にちなんだ名前」の意味）は、発見者のイタリア人医師のジャンカルロ・リガブエにちなんで命名されたアベリサウルス上科（ノアサウルス科ではないとされる）に分類される恐竜の属。リガブエイノは、ラ・アマルガ層で発見された。長さ79センチメートルの非常に断片的な標本のみ知られている。成体であるという記載だったが、癒合していない脊椎骨は標本が幼体であることを示していた。リガブエイノは獣脚類であり、前期白亜紀バレミアン期からアプチアン初期に、現在のアルゼンチンのパタゴニアに生息していた。ノアサウルス科の属とする当初の分類に反して、カラーノらは2011年に、確実にアベリサウルス上科にのみ分類できると発見し、ノアサウルス科には分類されないとした。